# Stedelijk Muziekkorps Sneek
Het Stedelijk Muziekkorps Sneek is een harmonieorkest uit de stad Sneek.
De vereniging komt voort uit het Muziekcorps der dienstdoende Schutterij. Dit korps is na opheffing in 1906 overgegaan in het Sneeker Muziekkorps, dat, na twee keer  te zijn ontbonden, in 1922 voor de derde maal is opgericht. De naam van het huidige Stedelijk Muziekkorps Sneek, door Sneekers meestal 'ut Stedelijk' genoemd, is pas ontstaan op 27 juli 1945 na een fusie tussen het Sneeker Muziekcorps en Steun in den Strijd. Hoewel de wortels van de vereniging veel ouder zijn, is het jaar van oprichting 1922 gebleven.
De vereniging heeft een A-orkest dat regelmatig aan concoursen meedoet en daar uitkomt in de tweede divisie. Daarnaast is er een opleidingsorkest On the Move, voor gevorderde leerlingen en een blaasklas, waar les wordt gegeven aan kinderen die beginnen met musiceren.